# Recover (canción de Chvrches)
«Recover» es una canción de la banda de synthpop escocesa Chvrches, perteneciente al EP homónimo y presente de igual manera en su primer álbum, The Bones of What You Believe. Un vídeo musical de la canción fue publicado en el canal de la banda el 6 de marzo de 2013, seguido de una segunda versión en el canal Vevo de la agrupación musical.

## Lista de canciones
| N.º   | Título                         | Duración |  |
| 1.    | «Recover»                      | 3:45     |  |
| 2.    | «ZVVL»                         | 3:11     |  |
| 3.    | «Now Is Not the Time»          | 3:44     |  |
| 4.    | «Recover» (CID RIM Remix)      | 5:47     |  |
| 5.    | «Recover» (Curxes' 1996 Remix) | 4:58     |  |
| 21:25 |                                |          |  |